# Philips Classics Records
Philips Classics Records foi um selo nos anos oitenta da Philips Records. Teve grande êxito com artistas como Andrea Bocelli, Alfred Brendel, Sir John Eliot Gardiner, Sir Neville Marriner e a Academy St. Martin in the Fields, Mitsuko Uchida, Lloyd Webber Juliano, Sir Colin Davis além de  André Rieu.
O selo se fundiu com o conglomerado Universal Music Group fazendo parte então da Decca Records em 1999.